# Stát jižních národů, národností a lidu
Stát jižních národů, národností a lidu (amharsky Yä-Däbub Bəheročč Bəheresäbočč-ənna Həzbočč, anglicky Southern Nations, Nationalities, and Peoples' Region, SNNPR) byl jedním z etiopských států, zřízený roku 1994. Rozkládal se na jihozápadě země u hranic s Keňou a Jižním Súdánem. Etiopské úřady k němu počítaly i sporné území trojúhelníku Ilemi. Má rozlohu 54 400 km² a žije v něm přes 9 milionů obyvatel. Hlavním městem je Awasa v sousedním státě Sidama. Awasa zůstává dočasně společným hlavním městem obou států, než bude vybráno nové hlavní město.
V letech 2020 a 2021 došlo k výraznému zmenšení rozlohy státu, když se 18. června 2020 od něho oddělil nový stát Sidama (v tamním referendu pro oddělení vyslovilo 98 % účastníků), 23. listopadu 2021 se oddělil další Stát národů jihozápadní Etiopie (v tamním referendu se pro oddělení vyslovilo 96 % účastníků). Stát zanikl k 19. srpnu 2023, kdy byl po referendech rozdělen na státy Jižní Etiopie a Střední Etiopie, přičemž vznik Střední Etiope provázely spory mezi příznivci a odpůrci plánu.
Stát byl nejméně urbanizovanou částí Etiopie, ve městech žila necelá desetina populace.
Základem ekonomiky bylo pěstování kávovníku, tefu a kukuřice a pastevectví dobytka. Turistickou atrakcí je národní park Nečisar. Díky množství řek a jezer (Abaya, Čamo) oblast netrpěla takovým nedostatkem vody jako zbytek Etiopie.

## Demografie
| 1994 | 10 377 028 |
| 2007 | 14 929 548 |
| 2017 | 19,170,007 |

### Náboženství
Nejrozšířenějším náboženstvím byl protestantismus, k němuž se hlásilo 55 % obyvatel.
| Náboženství          | 1994  | 2007   |
| -------------------- | ----- | ------ |
| Protestantismus      | 34,8% | 55,5%  |
| Pravoslavní          | 27,6% | 19,86% |
| Muslimové            | 16,7% | 14,12% |
| Tradiční náboženství | 15,4% | 6,6%   |
| Katolíci             | 3%    | 2,4%   |
| Ostatní              | —     | 1,5%   |

### Národnostní skupiny
Obyvatelstvo patřilo k více než padesáti etnickým skupinám, hovořícím kušitskými a omotickými jazyky. Nejpočetnějšími byli Sidamové, Welaytové, Guragové a Hadijové.
| Národnost  | 1994 | 2007   |
| ---------- | ---- | ------ |
| Sidamové   | 18%  | 19,38% |
| Welaytové  | 12%  | 10,59% |
| Hadijové   | -    | 7,98%  |
| Guragové   | 15%  | 7,54%  |
| Gamové     | -    | 7%     |
| Kaffichové | -    | 5,44%  |
| Silt'e     | -    | 5,37%  |
| Amharové   | -    | 4,10%  |

V údolí řeky Omo žije řada kočovných kmenů, jen minimálně dotčených moderní civilizací, jako jsou Mursiové nebo Surmové.